# Lovsång (tidskrift)
Lovsång , en tertial tidskrift om lovsång utgiven av David Media. Den ingår även som en del i musikpaketet Davids Hjärta, tillsammans med CD-skiva och noter. Fokuset på tidskriften är att ge råd och vägledning för lovsångsledare.